# Daybreak (série télévisée, 2019)
Pour les articles homonymes, voir Daybreak (homonymie).
Daybreak ou Amour-vivant au Québec, est une série télévisée américaine créée par Brad Peyton et Aron Eli Coleite, mise en ligne le 24 octobre 2019 sur le service streaming Netflix. Il s'agit de l'adaptation de la bande dessinée éponyme de Brian Ralph.

## Synopsis
La série suit l'histoire du lycéen canadien Josh Wheeler, qui recherche sa petite amie britannique disparue Sam Dean dans la post-apocalyptique Glendale, en Californie. Il est rejoint par un groupe hétéroclite d'inadaptés, dont la pyromane Angelica et l'ancien tyran du lycée de Josh, Wesley, qui est maintenant un samouraï pacifiste en herbe. Josh essaie de survivre parmi les hordes de gangs de style Mad Max (jocks diaboliques, pom-pom girls devenues des guerriers amazoniens, etc.), des personnes qui se sont transformés en créatures ressemblant à des zombies appelées Ghoulies et le mystérieux Baron Triumph.

## Distribution

### Acteurs principaux
- Colin Ford (VF : Clément Moreau) : Josh Wheeler
- Alyvia Alyn Lind (VF : Pauline Ziadé) : Angelica Green
- Sophie Simnett (VF : Laure Filiu) : Samaira « Sam » Dean
- Austin Crute (en) (VF : Namakan Koné) : Wesley Fists
- Cody Kearsley (en) (VF : Nicolas Hardy) : Turbo Polasky
- Jeanté Godlock (VF : Aurélie Konaté) : Mona Lisa
- Gregory Kasyan (VF : Yohan Levy) : Eli Cardashyan
- Krysta Rodriguez (VF : Marie Zidi) : Mme Madeleine / La Sorcière
- Matthew Broderick (VF : Pierre Tessier) : Michael Burr / Baron Triumph

### Acteurs récurrents

#### L'équipe de golf
- Chester Rushing : Terrence « Terry » Markazian
- Micah McNeil : Jerry
- Alan Trong : Larry
- Mickey Dolan : Gary Stern
- Jon Levert : Barry
- Luke Valen : #54

#### Les Daybreakers
- Chelsea Zhang : Karen « KJ » Jane
- Estrella Avilan : Jessica Huntley
- Kevin Bransford : l'autre Josh gay
- Jack Justice : Jew-Fro Simon

#### Les Amazones
- Jade Payton : Demi Anderson
- Sandra Mae Frank : Victoria
- Emily Snell : Miryam
- Charlotte Benesch : Camilla
- Barbie Robertson : Veronica

#### Les autres survivants
- Sammi Hanratty : Aria Killigan
- Rob H. Roy : Jayden Hoyles
- Erik Christensen : Jaden Thompson Magee
- Gabriel Armijo : Jaden Unger
- Zoe Biggers : Jaden Florentina
- Natalie Alyn Lind : Mavis
- Austin Maas : Bro jock
- Andrew Fox : Owen « Slowen » Krieger
- A.J. Voliton : Fred

Version française
- Société de doublage : Cinéphase
- Direction artistique : Michele Dorge
- Adaptation des dialogues : Audrey Berniere

 Source et légende : version française (VF) sur RS Doublage

## Production

### Développement
Le 26 juillet 2018, Netflix annonce qu'elle commande la production d'une saison de dix épisodes,. Aron Eli Coleite est désigné pour devenir le show runner de la série. La série est créée par Brad Peyton et Coleite qui sont également producteurs délégués au côté de Jeff Fierson. ASAP Entertainment est impliqué dans la production de la série,. En septembre 2019, il est annoncé que la série sera diffusée le 24 octobre 2019.
Le 16 décembre 2019, la saison 2 de la série est annulée.

### Attribution des rôles
En octobre 2018, Matthew Broderick est annoncé dans un rôle dans la série. Le même mois, on rapporte que les acteurs Colin Ford, Alyvia Alyn Lind, Sophie Simnett, Austin Crute, Gregory Kasyan, Krysta Rodriguez, Cody Kearsley (en) et Jeanté Godlock ont rejoint la distribution,.

### Tournage
Le tournage de la série a commencé en octobre 2018 jusqu'en avril 2019 à Albuquerque au Nouveau-Mexique.

## Fiche technique
- Titre original et français : Daybreak
- Titre québécois : Amour-vivant
- Création : Brad Peyton et Aron Eli Coleite d'après la bande dessinée de Brian Ralph
- Réalisation : Michael Patrick Jann, Brad Peyton, Sherwin Shilati, Kate Herron et Mark Tonderai
- Scénario : Aron Eli Coleite, Ira Madison III, Brad Peyton, Brian Ralph, Calaya Michelle Stallworth, Emily Fox, Jenn Kao et Andrew Black.
- Direction artistique : Mark Walters
- Décors : Libbe Green
- Costumes : Michael Ground
- Photographie : Duane Manwiller et Jaron Presant
- Montage : Rachel Goodlett Katz, Tirsa Hackshaw et Amber Bansak
- Musique : Andrew Lockington et Bryce Jacobs
- Production : Michael J. Malone
  - Producteurs délégués : Aron Eli Coleite, Jeff Fierson et Brad Peyton
- Sociétés de production : ASAP Entertainment
- Société de distribution : Netflix
- Pays d'origine :  États-Unis
- Langue d'origine : Anglais
- Format : couleur - ratio écran : 4K (Ultra HD) - son Dolby Digital
- Genre : post-apocalyptique, comédie noire, teen drama et aventure
- Durée : 38 - 50 minutes

## Épisodes
1. Josh face à l'Apocalypse (Josh vs. the Apocalypse: Part 1)
2. Foutage de gueule (Schmuck Bait!)
3. La Reine du slime de Glendale (The Slime Queenpin of Glendale, CA)
4. Mmmm-hmmm (MMMMMMM-HMMMMMM)
5. Le Bal du lycée 2.0 (Homecoming Redux or My So Called Stunt Double Life)
6. 5318008 (5318008)
7. Canta tu vida (Canta Tu Vida)
8. Un vendredi avant le déjeuner (Post Mates)
9. Josh face à l'Apocalypse, le retour (Josh vs. the Apocalypse: Part 2)
10. BOOOOOOOOOOOOOOOOOOOOOUUUM ! (FWASH-BOOOOOOOOOOOOOOOOOOOOOOOOOM!)

## Réception critique
D'après le site Rotten Tomatoes , la première saison reçoit au taux de critiques positives de 71%, avec une moyenne de 6.86/10, basée sur 21 critiques.